# Lilies of the Field (film, 1930)
Pour plus de détails, voir Fiche technique et Distribution.
Lilies of the Field est un film américain réalisé par Alexander Korda, sorti en 1930.

## Synopsis
Mildred Harker est poussée au divorce par son mari Walter et perd la garde de son enfant. Sans illusions, le cœur brisé, elle prend une chambre dans un hôtel bon marché, puis devient une danseuse au New York Winter Palace Roof. Ted Willing, un homme riche, devient son admirateur, mais elle hésite à accepter son aide pécuniaire. Plus tard, elle découvre que son enfant l'a oubliée et finit par accepter la demande en mariage de Willing. Pendant une fête, elle apprend la mort de son enfant et, prise par le remords, sort dans la rue. Elle est arrêtée pour trouble à l'ordre public, mais Willing arrive au poste de police et elle trouve le réconfort dans ses bras. 

## Fiche technique
- Titre original : Lilies of the Field
- Réalisation : Alexander Korda
- Scénario : John F. Goodrich, d'après la pièce Lilies of the Field de William Hurlbut
- Photographie : Lee Garmes
- Chorégraphie : Roy Mack
- Production : Walter Morosco
- Société de production : First National Pictures
- Société de distribution : First National Pictures
- Pays d’origine :  États-Unis
- Langue originale : anglais
- Format : noir et blanc — 35 mm — 1,37:1 — son Mono (Vitaphone)
- Genre : Mélodrame
- Durée : 60 minutes (5.979 pieds)
- Date de sortie :
  - États-Unis : 5 janvier 1930

## Distribution
- Corinne Griffith : Mildred Harker
- Ralph Forbes : Ted Willing
- John Loder : Walter Harker
- Eve Southern : Pink
- Jean Laverty : Gertie
- Tyler Brooke : Bert Miller
- Freeman Wood : Lewis Conroy
- Anne Schaefer : une bonne
- Clarissa Selwynne : une bonne
- Patsy Page : Baby
- George Beranger : le barbier
- Douglas Gerrard : le maître d'hôtel
- Rita La Roy : Florette
- Betty Boyd : Joyce
- May Boley : Maizie
- Virginia Bruce : Doris
- Charles Mailes : le juge
- Ray Largay : l'avocat de Harker
- Joe Bernard : l'avocat de Mildred
- Tenen Holtz : le caissier
- Wilfred Noy : le valet
- Alice Moe : une bonne

## Chanson du film
- I'd Like To Be a Gypsy, paroles de Ned Washington, musique de Michael H. Cleary

## Autour du film
- Ce film est un remake du film muet Lilies of the Field, de John Francis Dillon (1924), avec la même actrice principale.